# Cabezón de Cameros
Cabezón de Cameros är en kommun i Spanien. Den ligger i den autonoma regionen La Rioja i norra delen av landet, 220 km nordost om huvudstaden Madrid. Antalet invånare är 22 (2024).